# KkStB 107 sorozat
A CLB IIg egy gyorsvonati szerkocsisgőzmozdony-sorozat volt a Galizische Carl Ludwig-Bahn-nál (CLB).
A hat 1B jellegű mozdonyt a StEG (Typ:88) szállította 1885-ben. A CLB a IIg sorozat 9", 13", 16", 17", 19" , 34" pályaszámait adta nekik. A vasút 1892-es államosításakor a Császári és Királyi Osztrák Államvasutak (k.k. österreichischen Staatsbahnen, kkStB) előbb a 7.21-26 pályaszámokat adta nekik, majd 1904-ben a 107.21-26 pályaszámokat kapták.
Az első világháború után a még üzemelő két mozdony a Lengyel Államvasutakhoz (PKP) került, ott azonban besorolást már nem kapott, selejtezték.

## Fordítás
- Ez a szócikk részben vagy egészben  a   CLB IIg című német Wikipédia-szócikk fordításán alapul.  Az eredeti cikk szerkesztőit annak laptörténete sorolja fel. Ez a jelzés csupán a megfogalmazás eredetét és a szerzői jogokat jelzi, nem szolgál a cikkben szereplő információk forrásmegjelöléseként.